# 普罗巴3号
普罗巴3号（Proba-3）是欧洲空间局验证新卫星技术和概念的普罗巴系列卫星中的第三次任务，主要为探测日冕而专门进行的高精度编队飞行技术演示。

## 历史
该任务概念可追溯到2005年在欧空局并行设计实验室（CDF)进行的一项研究，经过多轮A阶段研究和B阶段开始时的一次制造企业调整，任务实施阶段（C/D/E1阶段）最终于2014年7月正式启动。
该系统的设计评审（CDR）已于2018年结束。

## 任务概念
普罗巴3号由两颗独立的三轴稳定卫星组成：日冕仪卫星（CSC）和遮光体卫星（OSC）。这两颗卫星将在远地点位于60500公里高度的高椭圆绕地轨道上彼此靠近飞行。
沿着远地点弧线，当重力梯度明显减小时，两颗卫星将自主编队，使日冕仪卫星的位置固定在遮光体卫星的阴影中。日冕仪卫星上载有一台日冕仪，将能观测太阳日冕，而不会被光球发出的强光致盲。考虑到遮光体卫星上遮光盘的直径和预期的日冕观测区域，日冕仪卫星必须距离遮光体卫星约150米，两者在纵向和横向位置上保持毫米级精度。任务探测目标是在可见光波段内观察1.1倍太阳半径范围内的日冕。
除日冕观测的编队飞行外，两颗卫星还将在轨道远地点阶段尝试一些机动编队飞行演示（重定位和机动操纵），以及空间交会测试。 
卫星通过所搭载的一套测量和执行设备实现编队和机动操控。计量设备包括可提供高精度相对位置估值的激光测距系统、精度较低但视场更宽的可视传感器，以及当日冕仪卫星处于阴影锥内目标位置附近时提供最佳精度的阴影位置传感器。
在飞过远地点轨道后，卫星通过执行脉冲操纵脱离编队飞行。两颗卫星被置于一个相对轨道，
以确保在高度过渡至600公里的近地飞行期间不会发生碰撞风险。在近地轨道阶段，这两颗卫星都获得全球导航卫星系统数据，以准确估计其位置和相对速度。这些数据会在卫星抵达重新获得测量的下一段远地轨道前，持续发送数小时。
日冕仪卫星和遮光体卫星通过卫射频链路交换传感器数据和命令，以协调其活动。

## 设计

### 日冕仪和遮光体卫星
日冕仪卫星是一颗300公斤的微型卫星，搭载了“日冕成像与干涉测量卫星组合”（ASPIICS）日冕仪和阴影位置传感器。配备有执行编队和分离所需大幅度ΔV机动的单元推进剂推进系统，还装有遮光体卫星上计量光学头所瞄准的目标。
遮光体卫星是一颗250千克的微型卫星，装有激光和可视测量光学探头，带有一面直径1.4米的掩光盘，其边缘形状旨在减少进入日冕仪的太阳衍射光量。遮光体卫星使用低推力冷气推进系统，可实现编队飞行所需的精细位置控制。 

### 探测设备
主要探测设备是 ASPIICS 日冕仪，它遵循了经典的外部遮蔽的李奥日冕仪设计理念，其外部遮光体安装在遮光体卫星，而仪器其余部分则位于日冕仪卫星上。
“日冕成像与干涉测量卫星组合设备”（ASPIICS）将通过折射光来观察太阳日冕，可选择3个不同的光谱带：铁 XIV line@530.4纳米、氦 I D3line@587.7纳米、白光光谱带[540；570纳米]。预计来自日冕成像与干涉测量卫星组合设备的数据将填补高能紫外辐射成像仪和外遮光日冕仪在视野方面的空白，而后者是整体仪器，无法从编队飞行所允许的更长距离中获益
日冕仪的首席研究员来自比利时皇家天文台。
第二探测设备“达拉”（DARA）安装在遮光体卫星上，达拉代表达沃斯绝对辐射计，是测量太阳总辐照（TSI）的绝对辐射计。

### 地面部门和操控
与其他普罗巴卫星一样，普罗巴3号将由位于比利时的欧空局雷杜飞控中心操控。

## 项目开发
普罗巴3号是由欧洲航天局管理的一个项目。卫星和地面部分的工业开发由塞纳航空（SENER Aerospace）公司牵头，它负责协调核心团队与空客航天防务（Airbus Defence and Space)、奎奈蒂克空间（Qinetiq Space）、西班牙GMV和比利时航天有限公司的工作。
日冕仪是由以比利时列日航天中心（CSL）为首的欧洲跨国联盟为欧空局所开发，该联盟由欧空局五个成员国的15家公司和机构组成。
达沃斯绝对辐射计则由瑞士PMOD研究所提供。
2021年3月，位于荷兰的欧空局欧洲空间研究与技术中心对该任务的可视传感器系统进行了测试，该系统可使两颗卫星执行精确编队飞行。据报道，测试取得了可喜的结果。

## 另请查看
- 棱镜卫星
- 欧空局的普罗巴任务
  - 普罗巴1号
  - 普罗巴2号
  - 普罗巴V号